# Plessala
Plessala är en kommun i departementet Côtes-d'Armor i regionen Bretagne i nordvästra Frankrike. Kommunen ligger i kantonen Plouguenast som tillhör arrondissementet Saint-Brieuc. År 2018 hade Plessala 1 742 invånare.

## Befolkningsutveckling
Antalet invånare i kommunen Plessala
Referens:INSEE